# ناحیه نیمبوکو
ناحیه نیمبوکو (به اسپانیایی: Ñeembucú Department) یک ناحیه در پاراگوئه است که در پاراگوئه واقع شده‌است.

## خصوصیات
ناحیه نیمبوکو ۱۲٬۱۴۷ کیلومترمربع مساحت و ۸۲٬۸۴۶ نفر جمعیت دارد.